# Sint-Godeharduskerk (Brandenburg an der Havel)
De Sint-Godeharduskerk (Duits: Kirche Sankt Gotthardt) is een protestants kerkgebouw in Brandenburg an der Havel in de Duitse deelstaat Brandenburg. Het is naast de domkerk en de Sint-Catharinakerk een van de drie hoofdkerken in de stad.

## Naam
De naam van de kerk is te danken aan de heilige Godehardus, de bisschop van Hildesheim die in de dom van Hildesheim ligt begraven en kort voor de bouw van de kerk heilig werd verklaard.

## Geschiedenis

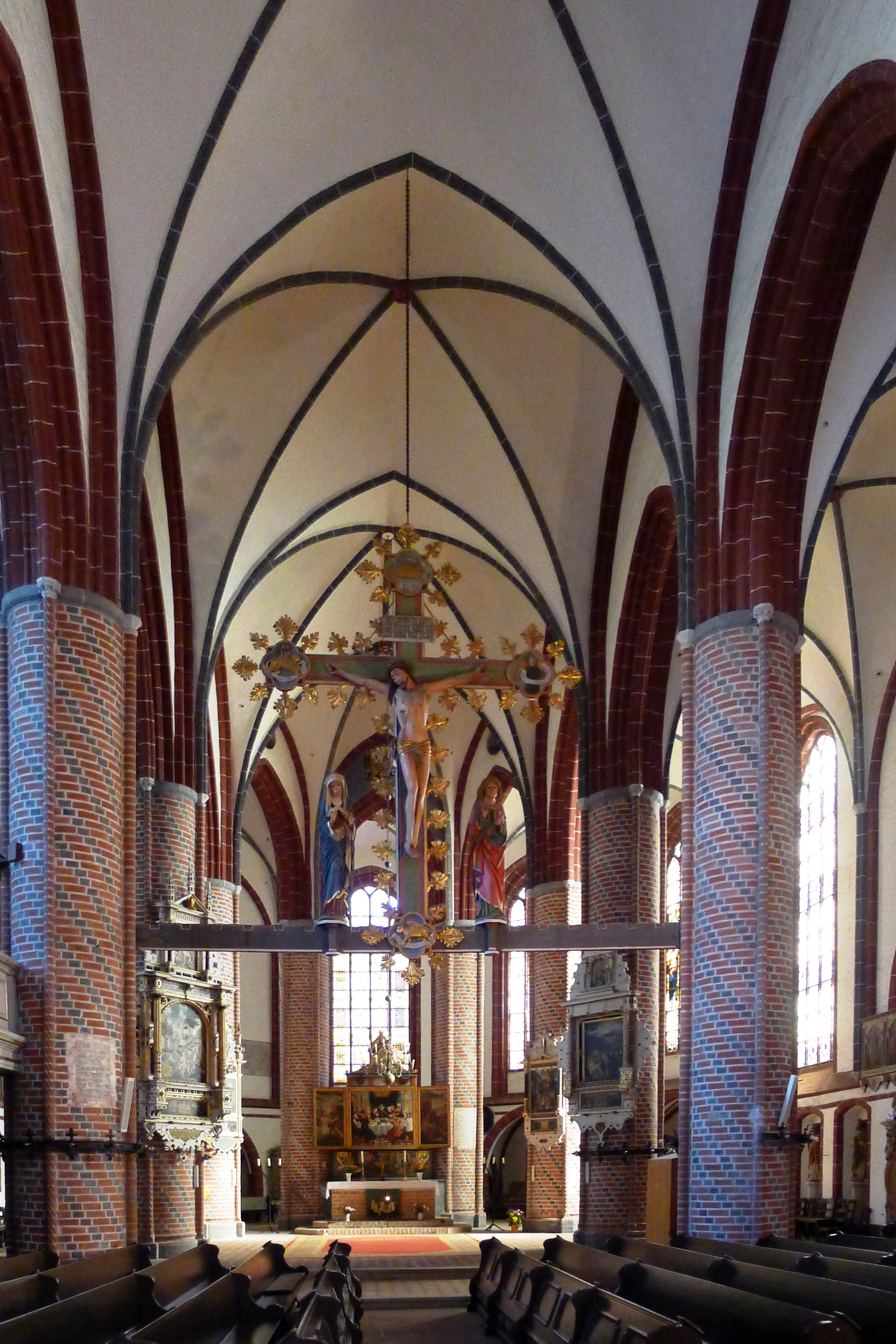
Interieur

Na de bekering van de laatste slavische heerser van het Havelland tot het christendom werden negen premonstratenzer koorheren uit Leitzkau naar Brandenburg geroepen en in opdracht van bisschop Wigger de eerste kerk van veldstenen gebouwd. Het gebouw werd oorspronkelijk gepland met twee torens in de stijl van de premonstratenzer kerken, echter tijdens de bouw werden deze plannen gewijzigd. Tot de verplaatsing naar het domeiland in 1165 werd de kerk voor korte tijd de zetelkerk van het bisdom Brandenburg.
Deze kerk werd tot het onderste deel van de westelijke gevel in het begin van de 15e eeuw afgebroken om te worden vervangen door de huidige laatgotische, drieschepige hallenkerk. De romaanse sokkel van het westwerk van de kerk met het typerende terugwijkende rondbogen van het portaal vormt samen met de sokkel de westelijke muur van de Petruskapel bij de domkerk het oudste nog bestaande muurwerk van de Mark Brandenburg.
In 1623 schonk het weversgilde de van zandsteen gemaakte kansel in de kerk. Deze kansel wordt tot de mooiste preekstoelen van de Brandenburgse kerken gerekend.
De toren van de kerk kreeg in 1767 een barokke bekroning.
Het kerkgebouw werd na een inzamelingsactie in 1904 grondig gerestaureerd. Hierbij werden het dichtgemetselde westelijke portaal en de rondboogvensters weer hersteld. Tevens werd de kapellen en galerijen verbouwd en kreeg de kerk een nieuwe beschildering, verwarming en elektrische belichting. Bovendien bouwde de orgelbouwfirma Sauer een nieuw orgel achter de orgelkas van het oude orgel van Joachim Wagner uit 1736.

## Interieur
Tot de belangrijke kunstwerken van de kerk behoort het laatromaanse bronzen doopvont uit de 13e eeuw, een kostbaar altaardoek met een scène van een eenhoornjacht, het zogenaamde Trebaw’sche epitaaf, die een stadsgezicht toont waarop naast de Sint-Godeharduskerk ook de in 1722 afgebroken Mariakerk staat en het epitaaf van de burgemeester Simon Roter.
De kansel werd in 1623 gemaakt door Georg Zimmermann uit Neurenberg. De ramen van de kerk werden door Otto Linnemann uit Frankfurt am Main ontworpen en uitgevoerd.
Sinds 1947 bevindt zich in de gerestaureerde noordelijke kapel het voormalige hoofdaltaar van de kerk, waarvan het schilderij "Christus in de hof van Gethsemane" in 1874 door Carl Gottfried Pfannschmidt geschilderd werd. Sindsdien dient als hoofdaltaar een laatgotisch vleugelaltaar (1559). Eveneens in deze kapel is een epitaaf voor de superintendent Andreas Prätorius uit het jaar 1675 te zien.
Het orgel van de firma Sauer werd in 1972 bij een brand in de kerk verwoest en in 1986 door de nieuwbouw van de orgelbouwer Schuke uit Potsdam vervangen. Het driemanualige instrument bezit 44 registers.